# Piperviken småkirke

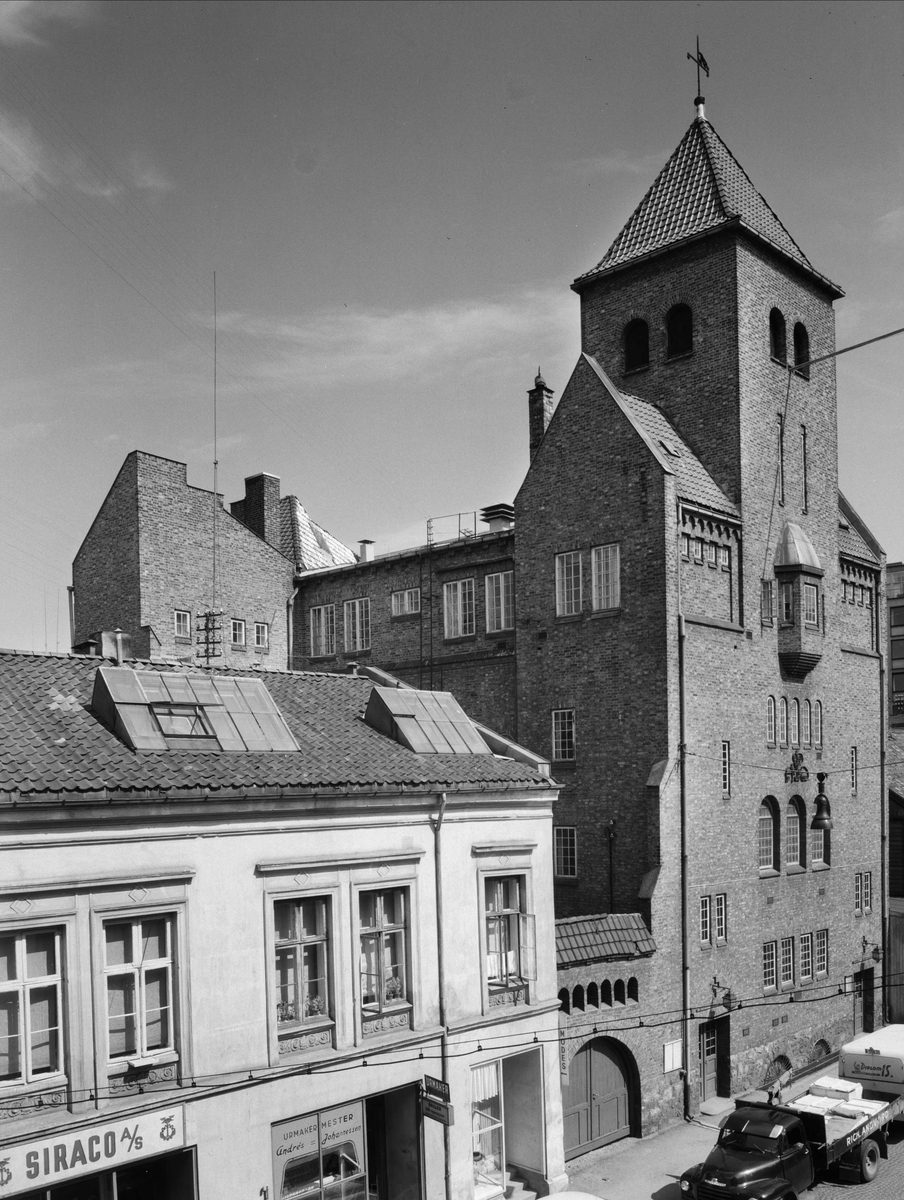
Pipervikskirken 1956.

Piperviken småkirke (Pipervikskirken) var en kyrka som låg på Munkedamsveien 12 i Oslo. 
Kyrkan uppfördes 1910 som en distriktskyrka till Johannes kirke och revs 1959 efter att den stora regleringsplanen för Pipervika blev igångsatt. Den ritades av arkitekt Harald Aars, som fick Houens fonds diplom 1923 för sitt arbete.